# Staphylinoidea
Staphylinoidea – nadrodzina chrząszczy z podrzędu wielożernych (Polyphaga) i infrarzędu Staphyliniformia. W języku polskim bywają określane jako kuskokształtne, lecz nazwa ta może odnosić się także do całego infrarzędu.

## Opis
Większość Staphylinoidea to średniej wielkości lub małe chrząszcze o parze skróconych pokryw. Na tylnych skrzydłach brak tylnych żeberek, komórek klinowatych oraz komórek wierzchołkowych. Ósmy segment odwłoka nie jest całkowicie wciągnięty w siódmy. Głowa najczęściej pozbawiona szwu koronalnego.

## Systematyka
Do nadrodziny tej zalicza się 7 rodzin:
- Hydraenidae Mulsant, 1844
- Ptiliidae Erichson, 1845 – piórkoskrzydłe
- Agyrtidae C.G. Thomson, 1859
- Leiodidae Fleming, 1821 – grzybinkowate
- Silphidae Latreille, 1807 – omarlicowate
- Scydmaenidae Leach, 1815 – przez niektórych badaczy traktowane nadal jako podrodzina kusakowatych[7]
- Staphylinidae Latreille, 1802 – kusakowate